# Causses và Cévennes
Causses và Cevennes, Cảnh quan văn hóa Nông mục Địa Trung Hải (tiếng Pháp: Les Causses et Les Cévennes, paysage culturel de l'agro-pastoralisme méditerranéen) là một Di sản thế giới của UNESCO nằm ở phía nam của khu vực trung tâm nước Pháp, là khu vực có lịch sử hơn ba thiên niên kỷ nông mục (nông nghiệp và chăn thả gia súc).
Đây là khu vực miền núi có nhiều thung lũng hẹp, khiến nơi đây có điều kiện không phù hợp để phát triển các đô thị, nhưng rất phù hợp cho hoạt động du mục. Do đó, cảnh quan của Causses và Cevennes phát triển qua thời gian đã phản ánh tất cả các mặt của nông mục vùng Địa Trung Hải. Causses và Cevennes là nơi giữ lại nhiều bằng chứng của sự tiến hóa hoạt động nông mục theo thời gian. Mont Lozère là một trong những nơi cuối cùng mà mùa hè vẫn còn áp dụng mục súc du mục truyền thống.